# Heinrich von Wild
Heinrich (Ivanovitj) von Wild, född 17 december 1833 i Uster, kantonen Zürich, död 5 september 1902 i Zürich, var en schweizisk meteorolog och fysiker, till stor del verksam i Ryssland.
Wild blev filosofie doktor 1857 samt kallades 1858 till professor i fysik och astronomie direktor i Bern. Han utvidgade därvarande observatorium till en meteorologisk centralanstalt för kantonen Bern och lade grunden till det stora schweiziska observationsnätet (1863). Som justeringsinspektör genomförde han 1861-67 en reform av det gamla schweiziska mått- och viktsystemet samt inrättade ett normaljusteringsverk i Bern, för vilket han blev chef.
Åren 1868-95 var han föreståndare för fysikaliska centralobservatoriet i Sankt Petersburg och upprättade ett nät av välskötta meteorologiska och jordmagnetiska stationer i hela Ryssland samt inrättade en filial, det meteorologisk-magnetiska observatoriet i Pavlovsk. Han införde vid meteorologiska observationers beräkning barometeravläsningarnas reduktion till normaltyngd, genom vilken reform observationer från skilda länder och områden blir sinsemellan jämförbara. Han förbättrade instrument och metoder för väder- och jordmagnetiska observationer. Bland hans uppfinningar blev en sackarimeter mycket känd. Av värde var även hans termoelektriska undersökningar och hans nybestämning av resistansenheten ohm.
Wild var redaktör för "Annalen des physikalischen Observatoriums für Russland" (från 1870) och "Neues Repertorium für Meteorologie" (1869-94, utgiven av ryska vetenskapsakademien, vars ledamot han var). Han förordnades 1870 till medlem av internationella meterkommissionen. Tillsammans med Karl Christian Bruhns i Leipzig och Karl Jelinek i Wien tog Wild initiativet till internationella meteorologiska kongresser och blev vid den första (i Wien 1873) medlem av den då tillsatta "permanenta kommittén" samt vid den andra (i Rom 1879) president i Internationella meteorologiska kommittén. Wild var ledamot av Vetenskaps- och vitterhetssamhället i Göteborg och av svenska Vetenskapsakademien (1891).